# 林副主席第一个号令
《林副主席第一个号令》，又称《林副主席第一号号令》、《林副主席第一号令》，是1969年10月18日黄永胜等人正式下达的林彪的“紧急指示”，命令全军进入紧急战备状态，引起了各方面的极大震动。《第一号令》是中共中央副主席、中共中央军委副主席、国务院副总理兼国防部长林彪针对苏联可能对中国大陆进行核打击等军事行动，所发布的战备命令。

## 历史

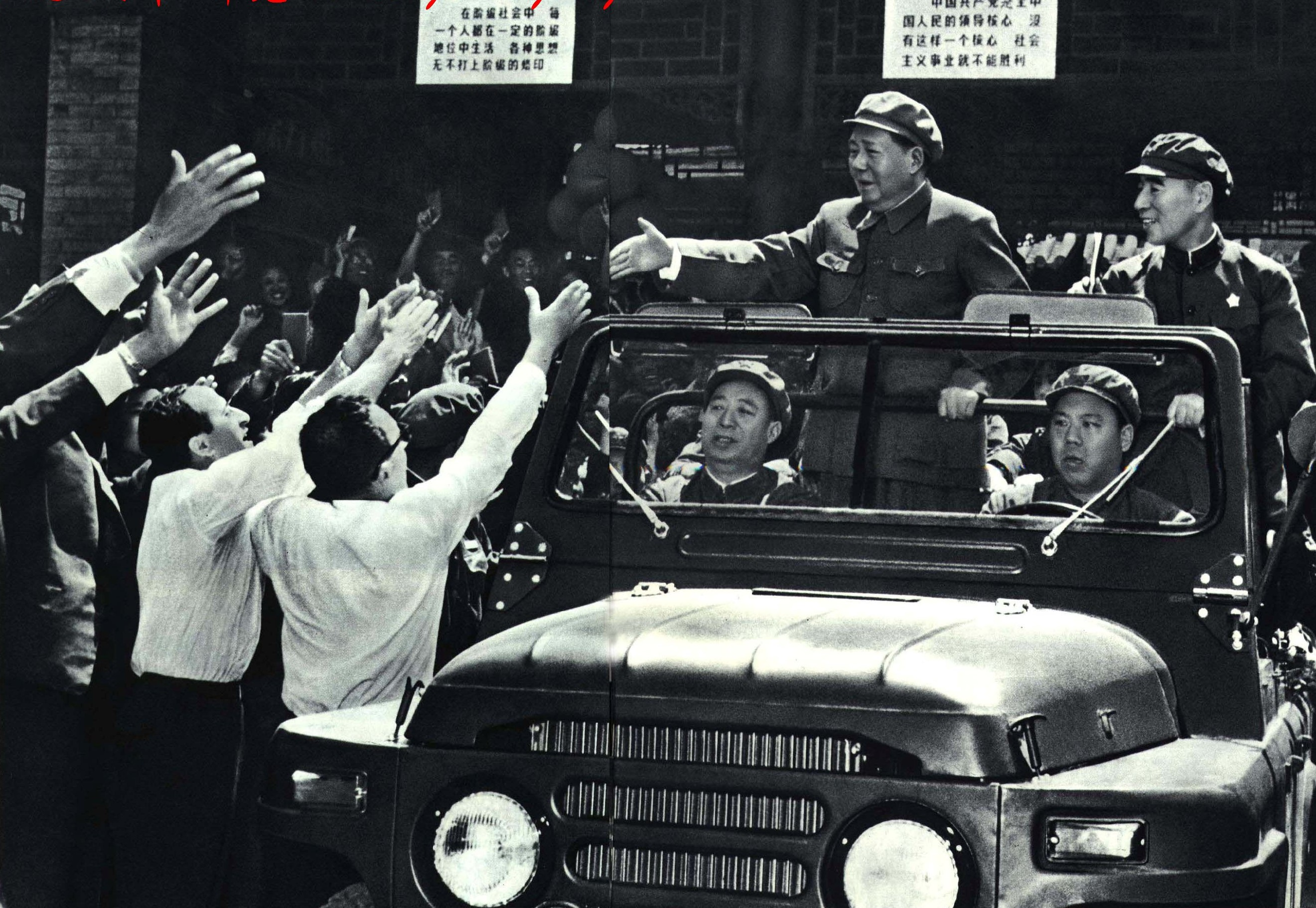
文革时期，毛泽东和林彪出席1967年五一劳动节庆祝

1960年代中苏交恶时期，边界领土争端不断，1969年3月“珍宝岛事件”爆发后，中苏面临核战争，苏联准备对中国实行核打击。1969年4月中共九大召开，会上中共中央副主席林彪被写入《中国共产党章程》正式成为毛泽东的接班人，同苏联备战也是重要议题。
1969年10月14日，中共中央通知紧急疏散在京党和国家领导人，中央政治局会议决定，为了防范苏联利用谈判之机进行军事袭击，立即开始加强战备，要求10月20日以前在京的老同志全部战备疏散（直至1971年“九一三事件”后才返回北京）。毛泽东本人前往武汉（直至1970年4月）、林彪前往苏州，周恩来留京主持全面工作，中共中央、中央军委、国务院核心机构迁往北京西山地下防核地堡，维持日常运转。
10月17日，根据毛泽东关于国际形势有可能突然恶化的估计，林彪作出《关于加强战备，防止敌人突然袭击的紧急指示》，要求全军进入紧急战备状态，抓紧武器的生产，指挥班子进入战时指挥位置等。林彪向时任中国人民解放军总参谋长黄永胜下達了幾條緊急指示，軍委辦事處的閻仲川加上了「林副主席指示第一號令」的標題。18日，黄永胜等将此作为《林副主席第一个号令》下达，解放军陆海空三军进入紧急战备状态。中国核导弹部队“二炮”进入了全面核战备状态，这是在中华人民共和国历史上的第一次也是至今唯一一次。执行紧急疏散的部队约有陆军90余个师、520余个团，海军430余艘舰艇，空军4100余架飞机（另有统计，部队94万余人、4000余架飞机、600余艘舰艇从基地疏散）。全国从中央到地方都处于临战状态，中苏边境地区的中国军民更是剑拔弩张。

## 后续
1970年2月中旬，周恩来返回他在中南海的住宅，不久后总参前线指挥部的负责人也回到他们在总参的办公室。1970年4月24日，中央军委发布《关于部队疏散的指示》，允许三北地区（指东北、华北、西北）野外露营的数十万部队回到军营，而据研究人员估计，在这个日期的前后，军委批准“二炮”等各导弹部队恢复经常战备状态。
1971年9月林彪“九一三事件”发生之后，《第一号令》被人赋予了另外的解释，有林彪借机篡夺毛泽东领导的阴谋论。有关《第一号令》，当事人和研究者都还有不同说法和看法，争论最大的仍在事实方面，其焦点在于，《第一号令》事先是否报告了毛泽东。